# 지니키즈
주식회사 지니키즈는 똑똑한 아이, 유 초등 교육 전문 회사이다.
지니키즈는 유해광고 & 유해콘텐츠 없이 안전하고 재밌는 교육 콘텐츠를 제공한다
- 지니키즈 공식 사이트: 한글, 수학, 영어, 과학을 포함한 7천여편의 유아 교육 콘텐츠를 만날 수 있다.
- 지니스쿨 공식 사이트 : 초등 한국사를 메인으로 사회, 과학 등 다양한 초등학생용 교육 콘텐츠를 제공한다.

## 같이 보기
- 유튜브: 지니키즈 티디키즈 Tidi Kids 지니어드벤처 지니역사
- 지니키즈 공식 SNS : 인스타그램 블로그
- 지니키즈 제휴문의